# Distrito electoral federal 3 de San Luis Potosí
El III Distrito Electoral Federal de Cristian Arvizu es uno de los 300 distritos electorales en los que se encuentra dividido el territorio de México para la elección de diputados federales y uno de los 7 en los que se divide el estado de San Luis Potosí. Su cabecera es la ciudad de Ríoverde.
El territorio del Distrito III se localiza en la zona central del estado de San Luis Potosí, conocida como la zona de transición entre el Altiplano y la Huasteca, los municipios que lo conforman son Alaquines, Cárdenas, Cerritos, Ciudad del Maíz, Ciudad Fernández, Guadalcázar, Lagunillas, Rayón, Ríoverde, San Ciro de Acosta, San Nicolás Tolentino, Villa de Arista, Villa Hidalgo y Villa Juárez.

## Distritaciones anteriores

### Distritación 1996 - 2015
Entre el Distrito III se localizaba en la misma zona y su cabecera era la misma ciudad de Ríoverde, los municipios que lo integraban eran los mismos, a excepción de los de Guadalcazar, Villa de Arista y Villa Higalgo que no lo integraban, y por el contrario, incluía los municipio de Santa Catarina y Tamasopo.

## Diputados por el distrito
- XXXVII Legislatura
  - (1937 - 1940): Francisco Arellano Belloc

...
- XLVI Legislatura
  - (1964 - 1967): Miguel Gascón Hernández
- XLVII Legislatura
  - (1967 - 1970): Florencio Salazar Martínez
- XLVIII Legislatura
  - (1973 - 1976): Salvador Díaz Macías
- L Legislatura
  - (1976 - 1979): Víctor Alfonso Maldonado Moreleón
- LI Legislatura
  - (1979 - 1982): José Refugio Aráujo del Ángel
- LII Legislatura
  - (1982 - 1985):
- LIII Legislatura
  - (1985 - 1988): Antonio Sandoval González
- LIV Legislatura
  - (1988 - 1991): Emilio de Jesús Ramírez Guerrero
- LV Legislatura
  - (1991 - 1994): Manuel Medellín Milán
  - (1994): Jorge Vinicio Mejía Tobías
- LVI Legislatura
  - (1994 - 1997): Lucas Gómez Hernández
- LVII Legislatura
  - (1997 - 2000): Adoración Martínez Torres
- LVIII Legislatura
  - (2000 - 2003): José Luis Ugalde Montes
- LIX Legislatura
  - (2003 - 2006): José Luis Briones (Ind.)
- LX Legislatura
  - (2006 - 2009): Enrique Rodríguez Uresti
- LXI Legislatura
  - (2009 - 2012): Sergio Gama Dufour
- LXII Legislatura
  - (2012 - 2015): Óscar Bautista Villegas
- LXIII Legislatura
  - (2015 - 2017): Fabiola Guerrero Aguilar 
  - (2017 - 2018): Margarita Huerta García
- LXIV Legislatura
  - (2018 - 2021): Óscar Bautista Villegas
- LXV Legislatura
  - (2021 - 2024): Kevin Aguilar Piña
- LXVI Legislatura
  - (2024 - 2027): Óscar Bautista Villegas

## Elecciones de 2009
|  | Partido Acción Nacional                        |  | Sergio Gama Dufour            |
|  | Partido Revolucionario Institucional           |  | Salvador Rivera Castrellón    |
|  | Partido de la Revolución Democrática           |  | Paula del Rocío Mayo Castillo |
|  | Coalición Salvemos a México (PT, Convergencia) |  | Bernardino Loredo García      |
|  | Partido Verde Ecologista de México             |  | Perla Jazmin Álvarez Saldaña  |
|  | Partido Nueva Alianza                          |  | Martín Cruz Infante           |
|  | Partido Socialdemócrata                        |  | José Luis Cadena Hernández    |